# Ганг
Ганг или Ганга је једна од најдужих река Индијског потконтинента. Река извире у западном делу Хималаја у индијској савезној држави Утаранчал, тече северним делом Индије, прелази у Бангладеш, и улива се у Бенгалски залив као делта у подручју Сундарбанс. Ганг је трећа река у свету по количини воде на ушћу.
У хиндуизму, Ганг се сматра светом реком. Ова река је такође извор живота за милионе Индијаца који живе дуж њеног тока и зависе о ње за своје свакодневне потребе. Она се обожава као богиња „Ганг“ у Хиндуизму. Она је исто тако била историјски важна, са мноштвом бивших покрајинским или империјалним престоницама (као што су Канауж, Кампилја,  Кара, Алахабад, Каши, Патна, Хажипур, Мунгер, Багалпур, Муршидабад, Бахарампур, Набадвип, Саптаграм, Колката и Дака) лоцираним на њеним обалама.
Ганг је рангиран као пета најзагађенија река на свету 2007. Загађење угрожава не само људе, него и више од 140 рибљих врста, 90 амфибијских врста и угрожену врсту индијског речног делфина. Нивои фекалних колиформи од људског отпада у водама реке у близини Варанасија су више од сто пута већи од званичног лимита Индијске владе. Акциони план Ганга, је једна од иницијатива за заштиту животне средине усмерена на чишћење реке, која до сад није била успешна, услед корупције, недостатка техничке стручности, лошег планирања животног окружења, и недостатка подршке локалних верских власти.

## Географске карактеристике
Ганг се обликује спајањем пет малих река на јужним обронцима Хималаја; Багирати, Алакнанда, Мандакини, Даулиганга и Пиндар, у индијској држави Утараханд. Два највеће су Алакнанда и Багирати, Алакнанда извире 50 km северно од хималајског врха Нанда Деви, а Багирати извире на 3000 м надморске висине, испод ледника Ганготри ког Хиндуси сматрају светим. За извор Ганга се сматра место Гаумук које лежи 21 km југоисточно од Ганготрија, где се спајају Алакнанда и Багирати, тек одатле се река зове Ганг.
Ганг од обронака Хималаја тече готово праволинијски у смеру југоистока према Бенгалском заливу. Поречје Ганга покрива четвртину Индије, дела који је најгушће насељен у ком живи стотине милиона људи. У њему су се рађале и умирале историјске цивилизације као што је Мауријско царство (322. п. н. е.) све до Могулског царства из 16. века.
Ганг протиче кроз индијску државу Утар Прадеш где прима своју највећу десну притоку Јамуна код Алахабада, ту добија и три велике леве притоке; Рамгангу, Гомти и Гагару.
Након тог река тече кроз државу Бихар где прима притоке са Хималаје; Гандаки, Бури Гандак, Гугри и Коши и најважнију јужну притоку Сон. Након тог река тече кроз последњу индијску државу Западни Бенгал, где прима задњу индијску притоку Махананду.
У свом доњем делу, река тече кроз Бангладеш, ту се спаја са Брамапутром и скреће на југ. Заједничка река се одатле зове Падма, која код главног града Бангладеша Даке добија велику притоку Мегну (одатле се река зове Мегна) и почиње формирати највећу делту на свету - Делта Ганга, којом се улива у Индијски океан преко Бенгалског залива.
Део делте уз море, са највећом шумом мангрове на свету познатом као Сундарбанс и Индија и Бангладеш прогласили су Националним парком, који је УНЕСКО уврстио у Светску баштину, и то 1987. индијски део, а 1997. и део који припада Бангладешу.

## Геологија
Индијски потконтинент лежи на Индијској тектонској плочи, мањој плочи унутар Индо-аустралијске плоче. Њени дефинициони геолошки процеси почели су пре седамдесет и пет милиона година, када је, као део јужног потконтинента Гондвана, започео североисточно померање - током педесет милиона година - преко тада неформираног Индијског океана. Накнадна колизија потконтинента са Евроазијском плочом и субдукција испод ње, произвели су издизање Хималаја, највишег планинског ланца на планети. У бившем морском дну непосредно јужно од Хималаја, кретање плоча је креирало огромно корито, које, након што је постепено напуњено седиментима које је носиле реке Инд и Ганг са њиговим притокама, сад формира Индо-ганшку низију.
Индо-ганшка низија је геолошки позната као прегибна ивица или прегибни слив.